# Cukrzyca ciężarnych
Cukrzyca ciężarnych, cukrzyca ciążowa (ang. gestational diabetes mellitus, GDM) – każdy stan hiperglikemiczny (nieprawidłowa glikemia na czczo, nietolerancja glukozy lub cukrzyca) pojawiające się u zdrowych dotąd kobiet w ciąży. Stanowi ono zagrożenie dla płodu, a ponadto u 30-45% kobiet, u których stwierdzano cukrzycę ciężarnych, w ciągu najbliższych 15 lat rozwija się cukrzyca typu 2.
W każdym przypadku jest ważne rozróżnienie, czy wykryta w ciąży cukrzyca jest cukrzycą ciążową, czy też nie wykrytą wcześniej cukrzycą przedciążową (ang. Pregestational Diabetes Mellitus, PGDM). W praktyce rozróżnienia na GDM i PGDM, jeśli nie ma jasnych przesłanek sprzed ciąży, dokonuje się dopiero po zakończeniu ciąży, gdy nadal się utrzymuje (lub nie) wysoki poziom glukozy we krwi (przy odstawieniu leczenia).
Cukrzyca nie jest przeciwwskazaniem do zajścia w ciążę, ale nie w każdej sytuacji. Cukrzyca może być dla dziecka nawet śmiertelnym zagrożeniem, dlatego kobieta zanim zdecyduje się na zajście w ciążę, powinna się skonsultować ze swoim diabetologiem i poinformować prowadzącego ją ginekologa, że choruje na cukrzycę. U potomstwa matek z cukrzycą mogą występować liczne wady rozwojowe, w tym: wady serca, nerek, układu nerwowego, przewodu pokarmowego i zaburzenia rozwojowe kończyn. Nierozpoznana cukrzyca ciężarnych niesie też ze sobą zagrożenie wystąpieniem powikłań położniczych: wielowodzia, obrzęków, zakażeń dróg moczowych, odmiedniczkowego zapalenia nerek i zatrucia ciążowego. Cukrzyca unormowana i dobrze prowadzona nie stanowi istotnego zagrożenia dla przebiegu ciąży, zdrowia matki i dziecka.

## Diagnostyka
Algorytm wykrycia cukrzycy ciążowej obejmuje obowiązkowy w Polsce test doustnego obciążenia glukozą (ang. oral glucose tolerance test, OGTT) przeprowadzany normalnie w 24-28 tygodniu ciąży lub najszybciej tak to możliwe, jeżeli ciężarna należy do grupy ryzyka – jeżeli jej wyniki OGTT są prawidłowe, to badanie powtarza się w 24-28 tygodniu ciąży, tak jak u ciężarnych spoza grupy ryzyka. Test OGTT wykonuje się u ciężarnych przeważnie wyłącznie w oparciu o skierowanie lekarskie.
W praktyce ginekolog już na pierwszej wizycie powinien skierować ciężarną do laboratorium w celu wykonania oznaczenia stężenia glukozy na czczo w celu sprawdzenia czy ciężarna nie należy do grupy ryzyka. Normy dla ciężarnych są bardziej rygorystyczne niż dla populacji ogólnej, ponieważ prawidłowy wynik glukozy na czczo u ciężarnej to <92 mg/dl (dla populacji ogólnej <100 mg/dl) – wówczas planuje się przeprowadzenie testu OGTT w normalnym terminie, tj. w 24-28 tygodniu ciąży lub w jak najkrótszym czasie w przypadku kobiet z czynnikami ryzyka cukrzycy ciążowej (w szczególności BMI równe lub wyższe 30, GDM w wywiadzie). Jeżeli wynik wynosi 92-125 mg/dl to jest nieprawidłowy, kwalifikuje ciężarną do grupy ryzyka i wymaga niezwłocznego przeprowadzenia testu OGTT (dla populacji ogólnej 100-125 mg/dl). Jeżeli wynik glukozy na czczo wynosi powyżej 125 mg/dl oznacza podejrzenie nie wykrytej wcześniej cukrzycy przedciążowej, co wymaga zawsze potwierdzenia wykonaniem niezwłocznie, np. dnia następnego kolejnego oznaczenia glukozy na czczo (dla populacji ogólnej tak samo); jeżeli z kolejnym pomiarem glukozy na czczo zostaje wykryta cukrzyca przedciążowa, nie przeprowadza się testu OGTT; jeżeli drugie oznaczenie glukozy na czczo jest niższe niż pierwsze, kwalifikuje ono osobę do grupy ryzyka i do niezwłocznego przeprowadzenia testu OGTT.
Test OGTT jest zapisany w standardach Polskiego Towarzystwa Ginekologicznego i Polskiego Towarzystwa Diabetologicznego. Test OGTT składa się z 2 etapów. 
Etap pierwszy – pomiar glukozy na czczo (pomiar przeprowadza się w laboratorium z krwi pobranej z żyły; niedopuszczalne jest wykonywanie badania w oparciu o pomiary z wykorzystaniem glukometru w warunkach ambulatoryjnych; należy również wybrać taką placówkę, która wykonuje badanie w miejscu, ponieważ w pobranej próbce krwi na drodze glikolizy beztlenowej erytrocyty nadal zużywają glukozę, która przez to spada w próbce o 5-7% na 1 godzinę; popularne inhibitory glikolizy np. probówki z dodatkiem fluorku sodu zatrzymują glikolizę dopiero po 2 godzinach). Pierwszym etapem testu OGTT jest oznaczenie glukozy na czczo ze względu na możliwość wykrycia cukrzycy przedciążowej, co dyskwalifikuje osobę ciężarną z dalszej części badania, ponieważ może być ono dla niej niebezpieczne.
Drugi etap badania obejmuje wypicie w ciągu 5 minut roztworu 75 g bezwodnej glukozy rozpuszczonej w szklance wody (odmierzoną porcję glukozy należy przeważnie zakupić samodzielnie). Po wypiciu należy pozostać w spoczynku w miejscu wykonywania badania przez okres 2 godzin, po upływie którego ponownie pobiera się krew w celu oznaczenia poziomu glukozy; dla OGTT wykonywanego w ciąży jest możliwa odmiana testu w którym oznacza się glukozę już po 1 godzinie po obciążeniu 75 g glukozy (stosowany jest czasem pomiar po 1 godzinie, a następnie po 2 godzinach; test OGTT dla populacji generalnej nie przewiduje pomiaru po 1 godzinie).
Ewentualne wymioty lub nadmierny wysiłek fizyczny uniemożliwiają właściwą interpretację testu OGTT i wymagają powtórzenia badania.
Interpretacja wyników OGTT różni się od typowego testu OGTT wykonywanego dla populacji generalnej nie będącej w ciąży. GDM rozpoznaje się, jeżeli przynajmniej jedna wartość jest nieprawidłowa.
1. etap pierwszy:
  - <92 mg/dl – wynik prawidłowy, można przejść do etapu drugiego
  - ≥92 mg/dl – wynik nieprawidłowy, stwierdzona cukrzyca ciążowa (GDM)
2. etap drugi:
  - po 1 godzinie ≥180 mg/dl – wynik nieprawidłowy, stwierdzona cukrzyca ciążowa (GDM)
  - po 2 godzinie  ≥153 mg/dl – wynik nieprawidłowy, stwierdzona cukrzyca ciążowa (GDM)

Do rozpoznania cukrzycy ciążowej wystarcza jednokrotne rozpoznanie – badania OGTT nie trzeba powtarzać.
Nie należy mylić pojęć cukrzyca ciążowa (GDM) i cukrzyca w ciąży. Cukrzycę w ciąży rozpoznaje się również, kiedy spełnione są warunki ogólne rozpoznania cukrzycy, tj. glikemia na czczo ≥ 126 mg/dl lub glikemia przygodna ≥200 mg/dl i towarzyszące jej objawy kliniczne hiperglikemii.
Dawniej wykonywano test obciążenia 50 g glukozy (test przesiewowy), w którym oznaczano glukozę tylko po 1 godzinie po obciążeniu, jednak obecnie ten rodzaj testu nie jest zalecany przez Polskie Towarzystwo Ginekologiczne, ani Polskie Towarzystwo Diabetologiczne, ponieważ po uzyskaniu nieprawidłowego wyniku testu obciążenia 50 g glukozy wymagane było przeprowadzenie testu OGTT z obciążeniem 75 g glukozy (test diagnostyczny).

## Epidemiologia
Cukrzyca ciężarnych występuje w zależności od badanej populacji u 3-10% kobiet w ciąży, stanowi ponad 90% cukrzycy towarzyszącej ciąży, w około 10% jest niewykrytą wcześniej cukrzycą typu 1. U około 30% kobiet powtarza się w następnej ciąży.

## Patogeneza
Istotną rolę w patogenezie GDM przypisuje się zwiększonemu wydzielaniu antagonistów insuliny: laktogenu łożyskowego, estrogenów, progesteronu i prolaktyny. Rozwija się insulinooporność, co z kolei prowadzi do nadmiernego obciążenia komórek β. Cukrzyca ciężarnych może być też niezdiagnozowaną wcześniej cukrzycą typu 1 bądź 2. Glukoza przenika przez łożysko i osiąga zbyt wysokie stężenia w krwi płodu, wpływa na funkcjonowanie wysp Langerhansa trzustki płodu i zwiększa ich produkcję insuliny, która działa anabolicznie. Hiperinsulinizm płodu skutkuje makrosomią, czyli zwiększeniem rozmiarów ciała płodu (masa urodzeniowa z reguły przekracza 4 kg), która jest czynnikiem ryzyka powikłań położniczych.

## Czynniki ryzyka
Czynnikami ryzyka cukrzycy ciężarnych są:
- wielorództwo,
- wiek ciężarnej > 35 lat,
- masa urodzeniowa dziecka z poprzedniej ciąży > 4 kg,
- dziecko z wadą z poprzedniej ciąży,
- zgon wewnątrzmaciczny w poprzedniej ciąży,
- hirsutyzm – występowanie nadmiernego owłosienia,
- nadciśnienie tętnicze,
- nadwaga (BMI > 27 kg/m²), otyłość i skrajna otyłość przed ciążą zwiększające ryzyko cukrzycy ciężarnych odpowiednio: 2,1–, 3,6– i 8,6–krotnie[4],
- dodatni wywiad rodzinny w kierunku cukrzycy typu 2,
- przebyta cukrzyca ciężarnych,
- cukrzyca w rodzinie.

## Klasyfikacja
Podstawowy podział cukrzycy jest następujący (według WHO z 1999 roku, na podstawie opracowania Amerykańskiego Towarzystwa Diabetologicznego):
- cukrzyca typu 1,
- cukrzyca typu 2,
- inne typy cukrzycy, tzw. typ 3 lub cukrzyca wtórna, np. po ostrym zapaleniu trzustki, wycięciu trzustki (pankreatektomii) lub indukowana przez leki lub związki chemiczne,
- cukrzyca ciężarnych.

Cukrzyca ciężarnych dzieli się na 2 podstawowe grupy:
- GDM1 - w leczeniu wystarczy odpowiednia dieta,
- GDM2 - w leczeniu niezbędne jest podawanie insuliny oraz prawidłowa dieta.

Stosuje się podział cukrzycy według White w modyfikacji Hare, która służy do określenia stopnia zaawansowania choroby, czyli dotyczy głównie cukrzycy przedciążowej (PGDM):
| Klasa | Opis |
| ----- | --- |
| A     | Wystarcza dieta |
| B     | Zachorowanie na cukrzycę ≥20 roku życia albo czas trwania cukrzycy < 10 lat                                                               |
| C     | Zachorowanie na cukrzycę w 10. -19. roku życia albo czas trwania cukrzycy 10-19 lat                                                       |
| D     | Zachorowanie na cukrzycę < 10 roku życia lub czas trwania cukrzycy > 20 lat, lub retinopatia nieproliferacyjna, lub nadciśnienie tętnicze |
| R     | Retinopatia proliferacyjna lub krwotoki do ciała szklistego                                                                               |
| F     | Jawna nefropatia |
| RF    | Retinopatia proliferacyjna lub krwotoki do ciała szklistego i jawna nefropatia                                                            |
| H     | Klinicznie jawna choroba niedokrwienna serca                                                                                              |
| T     | Przebyta transplantacja nerki. |

## Leczenie
Celem leczenia GDM jest uzyskanie normoglikemii. Leczenie rozpoczyna się wprowadzeniem diety; dobowa ilość kalorii w pożywieniu ustala się odpowiednio do wskaźnika BMI matki. Nieskuteczność diety, czyli nieuzyskanie normoglikemii w ciągu 5–7 dni jej stosowania, jest wskazaniem do intensywnej insulinoterapii. Zastosowanie znajdują wstrzykiwane podskórnie krótko działające insuliny ludzkie, analogi insuliny szybko działające, oraz insuliny ludzkie o przedłużonym działaniu. Przeciwwskazane są doustne leki hipoglikemizujące, a także długo działające i bezszczytowe analogi insulin. Kontrola glikemii przez ciężarną powinna być prowadzona regularnie, przynajmniej 4 razy dziennie. Insulinoterapii zaprzestaje się po porodzie albo w 4.–6. tygodniu połogu; nie przerywa się jej, jeśli stwierdza się w ciąży cukrzycę typu 1.

## Klasyfikacja ICD10
| kod ICD10     | nazwa choroby                                           |
| ------------- | ------------------------------------------------------- |
| ICD-10: O24   | Cukrzyca w ciąży                                        |
| ICD-10: O24.0 | Istniejąca uprzednio cukrzyca insulinozależna           |
| ICD-10: O24.1 | Istniejąca uprzednio cukrzyca insulinoniezależna        |
| ICD-10: O24.2 | Istniejąca uprzednio cukrzyca związana z niedożywieniem |
| ICD-10: O24.3 | Istniejąca uprzednio cukrzyca, nie określona            |
| ICD-10: O24.4 | Cukrzyca pojawiająca się w ciąży                        |
| ICD-10: O24.9 | Cukrzyca w ciąży BNO                                    |